# Baltimora
Baltimora byl italský hudební projekt aktivní v 80. letech, v USA a Spojeném království je často označovaný jako one-hit wonder známý svým hitem Tarzan Boy. Frontmanem byl zpěvák Jimmy McShane (23. května 1957 v Londonderry – 29. března 1995), který pocházel ze Severního Irska. Skupina je typickým představitelem stylu italo disca.
Skladba Tarzan Boy se v roce 1985 umístila v Německu a Velké Británii nejlépe na třetím místě, v USA na místě třináctém. Videoklip ke skladbě byl jedním z prvních, které kombinovaly počítačovou animaci a obraz živého zpěváka. Další skladby již zdaleka nedosáhly úspěchu tohoto hitu.
McShane v roce 1995 zemřel na AIDS.

## Diskografie

### Alba
- Living in the Background (1985)
- Survivor in Love (1987)

### Singly
- „Tarzan Boy“ (1985)
- „Woody Boogie“ (1985)
- „Living in the Background“ (1985)
- „Juke Box Boy“ (1986)
- „Key Key Karimba“ (1987)
- „Global Love“ (1987)
- „Call Me in the Heart of the Night“ (1988)